# Tiro y arrastre

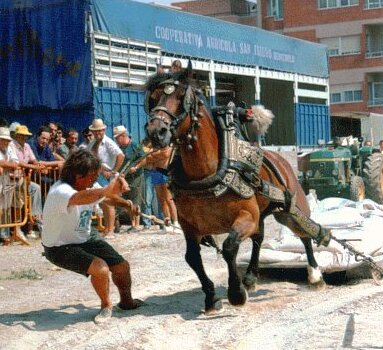
Tiro y arrastre en Benicarló

El tiro y arrastre (en valenciano «tir i arrossegament») es un deporte autóctono de la Comunidad Valenciana y de las Tierras del Ebro en Cataluña que consiste en la carrera de un caballo cargado con un carro lleno de sacos de arena, Su origen se remonta a la década de 1940 del siglo XX como una disciplina en la que participaban agricultores. Aunque la prueba puede incluir hasta tres caballos por carro.
Las competiciones se desarrollan sobre una pista de arena de 50 o 60 m de longitud por 3 de ancho, estando en ellas totalmente prohibido el maltrato al animal. Sin embargo hay precedentes de caballos que son llevados hasta el agotamiento causando que se desplomen por cansancio La prueba consiste en recorrer la pista en el menor tiempo posible, teniendo en cuenta que durante el trayecto deben marcarse tres paradas obligatorias convenientemente señalizadas. Existe una Federación Valenciana de Tiro y Arrastre en la Comunidad Valenciana. Para favorecer la competitividad y las oportunidades de ganar, las caballerías se distribuyen en varias categorías según su peso (0-120 kg; 120-220 kg; 220-320 kg; 320-420 kg; 420-520 kg; 520-hasta el límite).
Aunque con la disminución de la importancia de los animales de tiro en la producción agraria, se ha encarecido enormemente el costo de mantener estos animales. Debido a ello, y a la ausencia de subsidio estatal, en los últimos años la práctica de este deporte ha retrocedido. A su vez, las escasas sociedades de tiro formadas para fomentarlo limitan su actividad a la organización de los eventos y a conseguir fondos mediante la venta de publicidad en los mismos.

## Otras modalidades
Existen variantes a la prueba tradicional. Una de ellas es el tiro al pilón (en valenciano, «tir al piló»), en donde un caballo es enganchado mediante unos tirantes, un balancín y un collarón ( en valenciano «Colleró») , a un peso fijo a tierra, cronometrándose el tiempo que el animal puede mantenerse haciendo fuerza. Otra es la llamada tiro a gato (en valenciano, «tir a gat»), que consiste en enganchar a dos caballos para que jalen el uno del otro.

## Críticas y controversias
Tanto organizaciones defensoras de los derechos de los animales como partidos políticos, principalmente PACMA, han denunciado el maltrato hacia los animales en esta práctica, además de su financiación con dinero público. No obstante miembros de la administración pública se han mostrado en contra de su prohibición alegando la salvaguarda de la tradición cultural